# Tân Bắc (xã)
Tân Bắc là một xã thuộc huyện Quang Bình, tỉnh Hà Giang, Việt Nam.

## Địa lý
Xã Tân Bắc nằm ở trung tâm huyện Quang Bình, có vị trí địa lý:
- Phía đông giáp xã Tân Trịnh và xã Xuân Minh
- Phía tây giáp thị trấn Yên Bình
- Phía nam giáp xã Bằng Lang
- Phía bắc giáp xã Tiên Nguyên.

Xã Tân Bắc có diện tích 62,97 km², dân số năm 2022 là 4.610 người, mật độ dân số đạt 73 người/km².

## Hành chính
Xã Tân Bắc được chia thành 7 thôn.

## Lịch sử
Ngày 1 tháng 12 năm 2003, Chính phủ ban hành Nghị định số 146/2003/NĐ-CP về việc:
- Thành lập xã Tân Bắc thuộc huyện Bắc Quang trên cơ sở điều chỉnh 5.690 ha diện tích tự nhiên và 3.644 nhân khẩu của xã Tân Trịnh.
- Chuyển xã Tân Bắc thuộc huyện Bắc Quang về huyện huyện Quang Bình mới thành lập quản lý.

Ngày 17 tháng 11 năm 2023, UBND tỉnh Hà Giang ban hành Quyết định số 2266/QĐ-UBND về việc công nhận xã Tân Bắc đạt tiêu chuẩn đô thị loại V.